# Scottish FA Cup 1988/89
Der Scottish FA Cup wurde 1988/89 zum 104. Mal ausgespielt. Der wichtigste schottische Fußball-Pokalwettbewerb, der vom Schottischen Fußballverband geleitet wurde, begann am 3. Dezember 1988 und endete mit dem Finale am 20. Mai 1989 im Glasgower Hampden Park. Als Titelverteidiger startete Celtic Glasgow in den Wettbewerb, der sich im Vorjahresfinale gegen Dundee United durchsetzen konnte. Im diesjährigen Endspiel um den Schottischen Pokal standen sich Celtic und die Rangers im Old-Firm-Derby gegenüber. Die Bhoys konnten durch einen Treffer von Joe Miller das Pokalfinale mit 1:0 für sich Entscheiden. Als Gewinner des Wettbewerbs   startete Celtic in der Europapokal der Pokalsieger-Saison 1989/90.

## 1. Runde
Ausgetragen wurden die Begegnungen am 3. Dezember 1988. Die Wiederholungsspiele fanden am 7. und 10. Dezember 1988 statt.
|                       | Ergebnis |                       |
| --------------------- | -------- | --------------------- |
| Berwick Rangers       | 1:1      | Alloa Athletic        |
| FC East Fife          | 4:1      | FC Spartans           |
| FC East Stirlingshire | 1:0      | Gala Fairydean Rovers |
| Inverness Thistle     | 0:0      | FC Dumbarton          |
| FC Montrose           | 2:0      | FC Arbroath           |
| FC Stranraer          | 2:2      | Stirling Albion       |

### Wiederholungsspiele
|                 | Ergebnis |                   |
| --------------- | -------- | ----------------- |
| Alloa Athletic  | 2:1      | Berwick Rangers   |
| FC Dumbarton    | 1:2      | Inverness Thistle |
| Stirling Albion | 0:1      | FC Stranraer      |

## 2. Runde
Ausgetragen wurden die Begegnungen am 7. 1989. Die Wiederholungsspiele fanden am 14. Januar 1989 statt.
|                       | Ergebnis |                  |
| --------------------- | -------- | ---------------- |
| Annan Athletic        | 1:5      | FC Queen’s Park  |
| FC Coldstream         | 1:1      | Albion Rovers    |
| FC Cowdenbeath        | 1:1      | FC Stenhousemuir |
| FC East Stirlingshire | 1:2      | FC Montrose      |
| Elgin City            | 2:2      | FC Dumbarton     |
| Forres Mechanics      | 1:1      | Alloa Athletic   |
| Inverness Thistle     | 1:1      | Brechin City     |
| FC Stranraer          | 2:1      | FC East Fife     |

### Wiederholungsspiele
|                  | Ergebnis |                   |
| ---------------- | -------- | ----------------- |
| Albion Rovers    | 1:0      | FC Coldstream     |
| Alloa Athletic   | 2:0      | Forres Mechanics  |
| Brechin City     | 2:1      | Inverness Thistle |
| FC Dumbarton     | 4:0      | Elgin City        |
| FC Stenhousemuir | 3:2      | FC Cowdenbeath    |

## 3. Runde
Ausgetragen wurden die Begegnungen am 28. Januar 1989. Die Wiederholungsspiele fanden am 31. Januar und 1. Februar 1989 statt.
|                      | Ergebnis |                     |
| -------------------- | -------- | ------------------- |
| Alloa Athletic       | 3:1      | Albion Rovers       |
| Celtic Glasgow       | 2:0      | FC Dumbarton        |
| FC Clydebank         | 2:1      | FC Montrose         |
| FC Dundee            | 1:2      | Dundee United       |
| Dunfermline Athletic | 0:0      | FC Aberdeen         |
| FC Falkirk           | 1:1      | FC Motherwell       |
| Forfar Athletic      | 1:1      | FC Clyde            |
| Heart of Midlothian  | 4:1      | Ayr United          |
| Hibernian Edinburgh  | 1:0      | Brechin City        |
| Meadowbank Thistle   | 2:0      | Hamilton Academical |
| Greenock Morton      | 0:0      | Airdrieonians FC    |
| Partick Thistle      | 0:0      | FC St. Mirren       |
| Queen of the South   | 2:2      | FC Kilmarnock       |
| FC Queen’s Park      | 0:0      | FC Stranraer        |
| Raith Rovers         | 1:1      | Glasgow Rangers     |
| FC St. Johnstone     | 2:0      | FC Stenhousemuir    |

### Wiederholungsspiele
|                  | Ergebnis |                      |
| ---------------- | -------- | -------------------- |
| FC Aberdeen      | 3:1      | Dunfermline Athletic |
| Airdrieonians FC | 0:1      | Greenock Morton      |
| FC Clyde         | 0:1      | Forfar Athletic      |
| FC Kilmarnock    | 0:1      | Queen of the South   |
| FC Motherwell    | 2:1      | FC Falkirk           |
| Glasgow Rangers  | 3:0      | Raith Rovers         |
| FC St. Mirren    | 1:3      | Partick Thistle      |
| FC Stranraer     | 1:0      | FC Queen’s Park      |

## Achtelfinale
Ausgetragen wurden die Begegnungen am 18. Februar 1989. Die Wiederholungsspiele fanden am 22. und 27. Februar 1989 statt.
|                     | Ergebnis |                 |
| ------------------- | -------- | --------------- |
| FC Aberdeen         | 1:1      | Dundee United   |
| Celtic Glasgow      | 4:1      | FC Clydebank    |
| Heart of Midlothian | 2:0      | Partick Thistle |
| Hibernian Edinburgh | 2:1      | FC Motherwell   |
| Meadowbank Thistle  | 0:1      | Greenock Morton |
| Queen of the South  | 0:0      | Alloa Athletic  |
| Glasgow Rangers     | 8:0      | FC Stranraer    |
| FC St. Johnstone    | 2:1      | Forfar Athletic |

### Wiederholungsspiele
|                | Ergebnis |                    |
| -------------- | -------- | ------------------ |
| Alloa Athletic | 4:2      | Queen of the South |
| Dundee United  | 1:1      | FC Aberdeen        |

### 2. Wiederholungsspiel
|               | Ergebnis |             |
| ------------- | -------- | ----------- |
| Dundee United | 1:0      | FC Aberdeen |

## Viertelfinale
Ausgetragen wurden die Begegnungen zwischen dem am 18. und 22. März 1989. Die Wiederholungsspiele fanden am 27. März 1989 statt.
|                     | Ergebnis |                     |
| ------------------- | -------- | ------------------- |
| Celtic Glasgow      | 2:1      | Heart of Midlothian |
| Hibernian Edinburgh | 1:0      | Alloa Athletic      |
| Greenock Morton     | 2:2      | FC St. Johnstone    |
| Glasgow Rangers     | 2:2      | Dundee United       |

### Wiederholungsspiele
|                  | Ergebnis |                 |
| ---------------- | -------- | --------------- |
| Dundee United    | 0:1      | Glasgow Rangers |
| FC St. Johnstone | 3:2      | Greenock Morton |

## Halbfinale
Ausgetragen wurden die Begegnungen am 15. und 16. April 1989. Das Wiederholungsspiel fand am 18. April 1989 statt.
|                 | Ergebnis |                     |
| --------------- | -------- | ------------------- |
| Celtic Glasgow  | 3:1      | Hibernian Edinburgh |
| Glasgow Rangers | 0:0      | FC St. Johnstone    |

### Wiederholungsspiel
|                  | Ergebnis |                 |
| ---------------- | -------- | --------------- |
| FC St. Johnstone | 0:4      | Glasgow Rangers |

## Finale
| Celtic Glasgow                         | Celtic Glasgow | Glasgow Rangers | Glasgow Rangers |
| -------------------------------------- | --- | --- | --------------- |
| Celtic Glasgow                         | \| Finale \| \| 20. Mai 1989 in Glasgow (Hampden Park) \| \| Ergebnis: 1:0 (1:0) \| \| Zuschauer: 72.069 \| \| Schiedsrichter: Bob Valentine \| \| Spielbericht \|          | \| Finale \| \| 20. Mai 1989 in Glasgow (Hampden Park) \| \| Ergebnis: 1:0 (1:0) \| \| Zuschauer: 72.069 \| \| Schiedsrichter: Bob Valentine \| \| Spielbericht \|                                                       | Glasgow Rangers |
| Celtic Glasgow                         | Pat Bonner – Chris Morris, Mick McCarthy, Derek Whyte, Anton Rogan – Peter Grant, Roy Aitken, Paul McStay, Tommy Burns – Joe Miller, Mark McGhee Cheftrainer: Billy McNeill | Chris Woods – Gary Stevens, Terry Butcher, Richard Gough, Stuart Munro (Graeme Souness) – Mel Sterland (Davie Cooper), Ian Ferguson, John Brown, Mark Walters – Kevin Drinkell, Ally McCoist Cheftrainer: Graeme Souness | Glasgow Rangers |
| Celtic Glasgow                         | 1:0 Joe Miller (42.) | | Glasgow Rangers |
| Finale                                 | | |                 |
| 20. Mai 1989 in Glasgow (Hampden Park) | | |                 |
| Ergebnis: 1:0 (1:0)                    | | |                 |
| Zuschauer: 72.069                      | | |                 |
| Schiedsrichter: Bob Valentine          | | |                 |
| Spielbericht                           | | |                 |